# Enteropsis roscoffensis
Enteropsis roscoffensis is een eenoogkreeftjessoort uit de familie van de Enteropsidae. De wetenschappelijke naam van de soort is voor het eerst geldig gepubliceerd in 1909 door Édouard Chatton & E. Brément.